# Die Hüter der Rose
Die Hüter der Rose ist ein historischer Roman der Schriftstellerin Rebecca Gablé aus dem Jahr 2005. Er schließt an ihren ersten historischen Roman der Waringham-Saga Das Lächeln der Fortuna an.

## Historischer Hintergrund
Der Roman beginnt im Jahr 1413. Nach dem Tod seines Vaters, Heinrich IV. wird der junge Heinrich V. König von England. Zwar ist die Macht in England trotz der Usurpation seines Vaters gesichert, doch der Hundertjährige Krieg zwischen England und Frankreich ist ins Stocken gekommen. Diesen möchte er wiederaufnehmen und zu einem erfolgreichen Ende bringen. Die Chancen stehen auch nicht schlecht, der französische König Karl VI. ist krank und Frankreich nach Jahrzehnten des Krieges geschwächt.

## Handlung
Teil 1 1413–1415
Durch einen Zufall glaubt der dreizehnjährige John of Waringham, jüngster Sohn von Robin und seiner bereits verstorbenen Frau Blanche, sein Vater habe für ihn die kirchliche Laufbahn vorgesehen und werde ihn in Kürze zu Henry Beaufort, Bischof von Lincoln und Winchester und Bruder des erst kürzlich verstorbenen Königs Henry IV, in die Ausbildung schicken. Er beschließt, gegen seinen Vater zu rebellieren und nach Winchester an den Hof  König Henrys V, genannt Harry, zu gehen, wo er John Beaufort, hier genannt Somerset, kennenlernt, mit dem er bald Freundschaft schließt. Zusammen mit ihm, dem störrischen und starrköpfigen Waliser Owen Tudor, seinen Halbbrüdern Edward, Earl of Burton, Raymond und Mortimer, sowie seinem ärgsten Widersacher, Arthur Scrope, zieht er für England in den Krieg nach Frankreich, wo er ein Komplott gegen den König aufdeckt, an der Schlacht von Agincourt teilnimmt und seinen Ritterschlag empfängt. Der erste Teil endet mit dem Tod des alten Robin, der plötzlich an einem Schlaganfall stirbt.
Teil 2 1419–1423
John lernt am Anfang des zweiten Teils, kurz vor seinem Aufbruch nach Frankreich, flüchtig Juliana of Wolvesey, die jüngere der beiden unehelichen Töchter des Bischofs kennen. Um seinen illegitimen Sohn Daniel vor den vermeintlich schädlichen Einflüssen des Stallmeisters Conrad zu bewahren, gibt Raymond, der seit Robins Tod Earl of Waringham ist, ihn als Knappe in Johns Obhut, der ihn daraufhin mit nach Frankreich nimmt, wo er fast unablässig an Feldzügen teilnimmt. Er, Somerset und Tudor sind inzwischen ein eingespieltes Gespann. Bei einem Botengang zu Herzog von Burgund, einem potentiellen Verbündeten Englands, wird John von Victor de Chinon, einem Agincourtveteranen, der nur durch Zufall den Mordbefehl an den französischen Gefangenen überlebte, gefangen genommen, um sich für den Tod seines jungen Cousins zu rächen, den John damals gefangen nahm. John wird zwei Monate lang in Jargeau unter unmenschlichen Bedingungen gefangengehalten und gefoltert, bis er auf Betreiben Bischof Henrys schwer verletzt befreit wird. Doch statt nach England zurückkehren zu können, ist er weiterhin Gefangener am französischen Hof, wo er die Bekanntschaft mit der französischen Königsfamilie macht. Nur widerwillig kommt er seiner Aufgabe, Prinzessin Katherine de Valois, Harrys zukünftiger Königin, Englisch beizubringen, nach, da er seit seiner Gefangenschaft einen tiefen Hass auf alle Franzosen verspürt. Kurz nach seiner Rückkehr nach Waringham stirbt Johns ältester Halbbruder Edward, und sein Schwager, ebenfalls ein Edward, wird Earl of Burton. John willigt ein, Steward von Waringham zu werden, und heiratet im Geheimen Juliana of Wolvesey, die eigentlich Arthur Scrope versprochen war zu dem Preis, dass er am Hof in Ungnade fällt und aus den Diensten des Königs entlassen wird, während Owen Tudor sich unglücklich in Englands junge Königin verliebt und Somerset tatsächlich Earl of Somerset wird. Kurz darauf heiratet Raymond wegen der Mitgift Eugénie de Blamont, eine Hofdame von Katherine de Valois, die eigentlich für John bestimmt gewesen war, und ihre Ehe wird zur Katastrophe. John, der inzwischen eine Schar Bogenschützen des Bischofs befehligt, wird schließlich wieder am Hof aufgenommen.
Durch das kriegstaktische Ungeschick des Duke of Clarence, den jüngeren Bruder König Harrys, erleben die englischen Streitkräfte ein Debakel. Somerset gerät in schottische Kriegsgefangenschaft, wird aber bald an die Franzosen weiterverkauft. Clarence selbst fällt in der Schlacht von Baugé. Harry zieht wieder nach Frankreich, während seine Frau ein Kind erwartet. Raymonds Ehefrau Eugénie  bringt beinahe zeitgleich mit der Königin einen Sohn zur Welt, während Juliana mehrere Fehlgeburten erleidet. Entgegen seinen Erwartungen kehrt Raymond nach Waringham zurück mit Victor de Chinon als seinen Gefangenen. John, der jetzt seine Chance zu Rache sieht, fühlt sich hin- und hergerissen zwischen Moral, Anstand, Selbstachtung und Rachedurst, sucht schließlich Rat bei seinem Schwiegervater, dem Bischof, und schließt einen Handel mit Gott. Kurz darauf stirbt Harry unerwartet in Vincennes an einer nicht auskurierten Ruhr. Vor seinem Tod ernennt er John zum Erzieher seines kleinen Sohnes. John stellt eine Leibgarde für Englands König Henry zusammen, während Owen Tudor weiter bei der verwitweten Königin bleibt. Am 1. März 1423 kommt Johns und Julianas erste Tochter Kate zur Welt, und John erfüllt seinen Teil des Abkommens mit Gott, indem er Victor Chinon freilässt und zurück nach Frankreich schickt.
Teil 3 1429–1432
Owen Tudor beginnt eine Affäre mit Königin Katherine, die der Anfang des Hauses Tudor sein wird. Der inzwischen siebenjährige Henry soll erst in Westminster, dann in Paris zum König von Frankreich und England gekrönt werden, wie der Vertrag von Troyes es vorsieht. Doch er ist verstört, weil seine Mutter ihn nicht nach Frankreich begleiten wird (sie versteckt sich aufgrund der bevorstehenden Geburt ihres und Owens erstem Kind in Fernbrook bei Johns ältester Schwester Anne), und beunruhigt, weil die Reise durch Frankreich durch Jeanne d’Arc behindert wird, für die Raymond eine gewisse Zuneigung entwickelt. Zusammen mit ihm und Henry nimmt John am Prozess gegen die französische Freiheitskämpferin teil, die entgegen dem Vertrag von Troyes die Krönung von Charles VII. in Reims veranlasst hat und nun der Hexerei und Häresie angeklagt wird. Bald beschließen die englischen Lords, dass Jeanne d’Arc unmöglich am Leben bleiben kann und stellen ihr eine Falle. Als Raymond von Thomas de Beauchamp, Earl of Warwick, dem Erzieher des jungen Henry, beleidigt wird und ihm daraufhin die Nase einschlägt, verbannt Henry ihn von seinem Hof und nach Waringham. Als er später erfährt, dass Raymond seinem Vater das Leben gerettet hat, bereut er seine Entscheidung und will Raymond zurückholen. Doch John mahnt ihn, als König Englands und eigentlich auch Frankreichs, zu seinem Wort zu stehen. Jeanne d’Arc wird schließlich als Hexe auf dem Scheiterhaufen verbrannt und Henry in Notre-Dame de Paris ohne Pomp und Prunk zum zweiten König von Frankreich gekrönt.
Bis zu Henrys Volljährigkeit wird England von Regenten verwaltet. Der einflussreichste dieser Regenten, Henrys Onkel
Humphrey of Gloucester, Lord Protector von England, versucht, seinen eigenen Onkel, Henry Beaufort, inzwischen Kardinal von England, aus dem Machtbereich zu verdrängen, indem er seine Befugnisse beschneidet und ihn in ein schlechtes Licht rückt. Darunter hat auch John zu leiden. Arthur Scrope, Johns Widersacher, macht gemeinsame Sache mit Gloucester, dem aber noch rechtzeitig Einhalt geboten werden kann. Raymond versucht, seinen Sohn Robert näher kennenzulernen, den er lange nicht gesehen hat. Er kann sich lange nicht eingestehen, was für alle anderen offensichtlich ist. Robert, zukünftiger Earl of Waringham, ist von bösartigem Charakter. Inzwischen werden Owens und Katherines drei Söhne geboren: Edmund, Jasper und Owen. Das Paar wird noch vor Edmunds Geburt heimlich in Waringham getraut.
Teil 4 1437–1442
Der vierte Teil beginnt mit dem Tod Königin Katherines, die vor ihrem Ableben den Verstand verliert. Owen Tudor verliert sämtliche Lebenslust, während sich sein und Johns Freund Somerset noch immer in französischer Kriegsgefangenschaft befindet. Johns Frau Juliana bringt gesunde Zwillinge, Blanche und Julian, zur Welt, die später die Hauptrollen im Buch Spiel der Könige bekleiden werden. Raymonds Sohn Robert macht inzwischen gemeinsame Sache mit Humphrey of Gloucester und dessen Frau Eleanor Cobham, der er von der Existenz der Tudor-Brüder berichtet. Mit diesem Wissen könnte Gloucester König Henrys Vertrauen in John, der ihm das skandalöse Verhältnis der Königinmutter zu Owen Tudor, das der Verordnung des Parlaments zuwiderläuft, verschwiegen hat, erschüttern, hat Henry aber falsch eingeschätzt. Owen wird trotz seiner illegalen Ehe begnadigt, aber auf Gloucesters Betreiben ins Newgate-Gefängnis gesperrt, aus dem John ihn befreit.
John verheiratet seine Tochter Kate mit Simon Neville, der früher Somersets Knappe war. Somerset selbst, aus der Gefangenschaft entlassen, erscheint auf der Hochzeit der beiden und begegnet wenig später Margaret Beauchamp, der Witwe eines unbedeutenden Ritters namens Oliver St. John. Somerset schwört König Henry Treue.
Gloucester will seinen Neffen Henry stürzen und seine Frau bedient sich dazu Satansriten, um den König zu verfluchen und ihm körperlichen Schaden zuzufügen. Gloucesters Verrat kostet John beinahe das Leben, da er als Opfer für eine dieser Riten vorgesehen ist, an ein Kreuz geschlagen und beinahe ausgeblutet wird. Raymond und sein Sohn Daniel können das Ritual rechtzeitig unterbrechen und Eleanor Cobham gefangen nehmen. Mit dem Prozess gegen seine Frau endet auch Gloucesters Macht am Hofe König Henrys. Der Roman endet mit der Hochzeit von Somerset und Margaret Beauchamp 1442 und der Ankündigung der Geburt von Johns und Julianas erstem Enkel.

## Handelnde Figuren

### Fiktive Figuren
- Die Familie Waringham
  - Hauptfigur des Romans ist der jüngste Sohn von Robin of Waringham, John of Waringham.
  - Juliana of Wolvesey, Johns Frau, illegitime Tochter von Henry Beaufort, Bischof von Lincoln und Winchester
  - Katherine, genannt Kate, ihre Tochter
  - Blanche und Julian, ihre Zwillinge
  - Robin of Waringham, Johns Vater und Hauptfigur des Romans Das Lächeln der Fortuna
  - Raymond of Waringham, Robins zweitältester Sohn und Johns Halbbruder
  - Daniel, illegitimer Sohn Raymonds, Johns Knappe
  - Liz Wheeler, Daniels Mutter und Raymonds Affäre
  - Eugénie de Blamont, Countess of Waringham, Raymonds Frau
  - Robert, Raymonds und Eugénies Sohn
  - Edward, Earl of Burton, Robins ältester Sohn und Johns Halbbruder
  - Mortimer, Robins Stiefsohn und Johns Halbbruder
  - Joanna of Waringham, Robins Tochter und Johns Schwester
  - Edward Fitzroy, Steward von Waringham, später Earl of Burton, Joannas Mann
  - Conrad, Neffe Robins, Cousin Johns, Stallmeister der Pferdezucht in Waringham
- Arthur Scrope, einer von Johns hartnäckigsten Widersachern

### Historische Figuren
- Henry V., König von England
- Henry VI., König von England und Frankreich
- Katherine de Valois, Frau von Heinrich V. und Tochter von Karl VI. von Frankreich
- Owen Tudor, walisischer Adeliger, Freund von John of Waringham
- Henry Beaufort, Bischof von Lincoln und Winchester, Halbbruder Heinrichs IV.
- Thomas Beaufort, 1. Duke of Exeter, Halbbruder Heinrichs IV.
- Joan Beaufort, Halbschwester Heinrichs IV.
- John Beaufort, 1. Duke of Somerset, Neffe Heinrichs IV., Freund von John of Waringham
- Edmund Beaufort, 1. Duke of Somerset, Neffe Heinrichs IV.
- Humphrey, Duke of Gloucester, Bruder Heinrichs V.
- John of Lancaster, 1. Duke of Bedford, Bruder Heinrichs V.

- Charles VI., König von Frankreich
- Isabeau, Königin von Frankreich
- Charles VII., Dauphin und König von Frankreich

- Jeanne d’Arc

## Bemerkungen
Die Hüter der Rose ist der zweite Roman der Waringham-Reihe. Die Waringhams sind ein fiktives englisches Adelsgeschlecht, dessen Stammsitz in der Grafschaft Kent liegt.
Das Geschlecht der Waringham setzt sich im zweiten Teil fort mit John, dem jüngsten Sohn Robins, dem Protagonisten aus Das Lächeln der Fortuna, der nun die Hauptfigur ist. Im dritten Teil der Reihe Das Spiel der Könige wird Johns Sohn Julian zur neuen Hauptfigur. Seinen Abschluss findet die Reihe im Roman Der dunkle Thron, der die Regierungszeit Heinrich VIII. behandelt und damit den Höhepunkt des Tudor-Geschlechts behandelt, das in Die Hüter der Rose begründet wurde.
Weiterhin wird die Geschichte der realen Familie de la Pole und der fiktiven Familie Durham aus Gablés Roman Der König der purpurnen Stadt erwähnt. Michael de la Pole tritt als Earl of Suffolk auf.

## Hörbuch
- Lübbe Audio, ISBN 3-7857-3050-0, 10 CDs, Spielzeit 748 Minuten, gelesen von Martin May.